# Níger nos Jogos Olímpicos de Verão de 1984
O Níger participou dos Jogos Olímpicos de Verão de 1984 em Los Angeles, Estados Unidos. O país retornou às Olimpíadas após boicotar os Jogos de 1976 e 1980.

## Resultados por evento

### Boxe
Peso Mosca (– 51 kg)
- Chibou Amna
  1. Primeira rodada — Perdeu para David Mwaba (TNZ), 0:5